# CCTV-5+
CCTV-5+ (Sports Plus) (en chino 中国中央电视台体育赛事频道 pinyin Zhōngguó zhōngyāng diànshìtái tǐyù sàishì píndào) anteriormente CCTV-HD ( en chino 中国中央电视台高清综合频道 pinyin Zhōngguó zhōngyāng diànshìtái gāoqīng zònghé píndào). Es el canal de la CCTV que emite en alta definición. El 1 de enero de 2008, se hizo una prueba del canal en Pekín. El 30 de junio de 2008 fue el día del lanzamiento oficial. CCTV-22 高清(gāoqīng) fue creado específicamente para los Juegos Olímpicos de 2008 y los Juegos Paralímpicos de 2008.
Debido a que hay más y más canales HD en China, desde el 18 de agosto de 2013 CCTV decidió cambiar el nombre del canal a CCTV-5 + Sports Plus. Es el segundo canal deportivo de CCTV.
Este canal anteriormente solo estaba disponible para proveedores de cable/satélite.